# Лодовика Комело
Лодовика Комело (на италиански: Lodovica Comello) е италианска актриса, певица, танцьор, музикант, текстописец и водеща. Става известна с ролята си на Франческа в латиноамериканския сериал „Виолета“ и с двата си студийни албума „Mariposa“ и „Universo“.

## Биография

### Произход и младежки години
Лодо Комело е родена на 13 април 1990 година в Сан Даниеле дел Фриули, Италия. Тя е втората дъщеря на Анна и Паоло. На 7-годишна възраст се записва в клуб по танци в родната си страна, в допълнение на уроците по акустична и електрическа китара. На 11 години започва да развива своите гласови способности. По-късно се записва в гимназия „Манцини“ в Сан Даниеле дел Фриули и печели доста местни литературни конкурси.
През 2008 година участва в няколко музикални конкурса, като най-успешен за нея е „Percoto Canta“, където изпълнява песента „Qualcosa che non c'è“ на Елиза Тофоли. През същата година се дипломира и се явява на прослушване за училището по изкуства „M.A.S.: Music Arts & Show“ в Милано. По време на обучението си от 2009 до 2011 година взима участие и като изпълнител на турнетата „Il Mondo di Patty – Il musical più bello“ и „Antonella in concerto“. Също така се появява и във филма към турнето „Il mondo di Patty – La festa al cinema“.

### 2011 – 2014:Виолетаи първият солов албум
През 2011 година получава възможността да участва в кастинг за нов сериал. След като бива избрана, Лодовика заминава за Буенос Айрес, където посещава интензивни курсове по испански език, за да изиграе ролята на Франческа в теленовелата Виолета, продуцирана от Disney Channel и Pol-ka. Сериалът започва да се излъчва през май 2012 г. в Латинска Америка и Италия, постигайки огромен успех. Това води до заснемането на втори сезон, където персонажът на Лодовика заема важно място. В италианската версия Лодовика не е дублирана от себе си, а от Ева Падоан. Към проекта Виолета записва и уеб серии на име „Видеоблогът на Франческа“, където изпълнява главна роля. Записва песента „Ti credo“, италианска версия на испанската „Te Creo“.
От август 2013 до март 2014 година взима участие в първото световно турне на Виолета (Violetta En Vivo), което включва концерти в Латинска Америка, Испания, Франция и Италия. Дублира Бритни във филма „Университет за таласъми“. Номинирана е в категорията „Любима актриса“ на Kids 'Choice Awards Аржентина.
В края на октомври 2013 година реализира първия си сингъл Universo и албум със същото име. Албумът е издаден в Аржентина, Испания, Италия и Полша. Продуциран е от M.A.S.: Music Arts & Show и разпространен от Sony Music. Впоследствие реализира още два сингъла Otro Día Más и I Only Want to Be with You, кавър на песента на Дъсти Спрингфийлд. Албумът достига 22 място в класацията на FIMI и 12 в Топ 50 Полша

### 2015: Втори албум и турне из Европа и Азия
През януари 2015 г. реализира сингъла „Todo El Resto No Cuenta“, част от втория студиен албум Mariposa. През февруари започва първото си световно солово турне „Lodovica World Tour 2015“, което включва концерти в Италия, Франция, Испания, Португалия, Полша, Белгия и Русия. Турнето завършва на 25 октомври в Неапол, Италия. Като втори сингъл от албума Mariposa реализира песента Sin Usar Palabras – дует с испанския певец Абраам Матео.
На 2 април 2015 година издава автобиографичната си книга Tutti Il Resto Non Conta (Всичко останало няма значение).
На 13 април 2015 година сключва брак с Томас Голдшмид в Сан Даниеле дел Фриули.
Лодовика е присъствала на филмовия фестивал в Джифони, за да представят филма Отвътре навън, където тя озвучава Радост и също така е треньор на участниците от отбора на Радост за италианското Уеб Състезание за Таланти към филма.
Участва като част от журито за музикалния конкурс Zootropolis Music Star към филма Zootropolis.

### 2016
На 14 септември 2015 година обявява, че ще е водеща на седмото издание на Италия търси талант през 2016 година, излъчвано по TV8.
На 12 май 2016 година излиза видеото към новия ѝ сингъл „Non Cadiamo Mai“, а ден по-късно е достъпно и в iTunes и Spotify.
На 25 юни 2016 година Лодовика е водеща на Милано прайд и изпълнява сингъла „Non Cadiamo Mai“ пред 20 000 души.
От 5 септември започва излъчването на Singing In The Car по TV8, където Лодовика е водещ на шоуто. Това предаване е по мотиви на Carpool Karaoke с James Corden.
През септември започват снимките на филма „Poveri Ma Ricchi“ („Бедни, но богати“), продуциран от Уорнър Брос Итали, с режисьор Фаусто Бридзи. Героинята на Лодовика е „Валентина“. Премиерата е на 15 декември 2016 г. и става най-гледания филм в Италия по коледните и новогодишни празници за 2016 година.
През октомври 2016 г. е обявено, че Лодовика ще е водещ и на детското издание на Италия търси талант.

### 2017
На 12 декември 2016 година е обявено участието ѝ във фестивала „Санремо“ през февруари 2017 година, с песента Il cielo non mi basta / „Небето не ми е достатъчно“ и кавър на песента „Le Mille Bolle Blu“ / „Милион сини балончета“ на великата италианската певица Мина. Конкурсът се провежда от 7 до 11 февруари 2017 в Санремо, Италия. Лодовика се класира на 12 място измежду 16 финалисти.

### 2019
На 31 октомври в Инстаграм профила си Лодовика съобщава, че тя и съпругът ѝ, Томас Голдшмид, ще стават родители.

## Филмография

### Кино
| Година | Заглавие                            | Роля      | Бележки |
| ------ | ----------------------------------- | --------- | --- |
| 2013   | Университет за таласъми             | Бритни    | Глас (италианска версия)                                                                                         |
| 2014   | Виолета: Концертът                  | Себе си   | Документален филм за актьорите и кадри от световното турне.                                                      |
| 2015   | Отвътре Навън                       | Радост    | Глас (италианска версия)                                                                                         |
| 2016   | Poveri Ma Ricchi / Бедни, но богати | Валентина | Коледна комедия, продуцент: Warner Bros. Italy с режисьор Фаусто Бридзи, премиера в италианските кина 15.12.2016 |
| 2017   | La Principessa e l'Aquila           | разказвач | Глас, режисьор Ото Бел                                                                                           |
| 2017   | Poveri Ma Richissimi                | Валентина | Втора част на Poveri Ma Ricchi / Бедни, но богати, Warner Bros Italy, режисьор Фаусто Бридзи                     |

## Дискография

### Студийни албуми
| Година | Албум                                                                                        | Място в класации                                    |
| ------ | -------------------------------------------------------------------------------------------- | --------------------------------------------------- |
| 2013   | Universo - Издаден: 19 ноември 2013 - Лейбъл: Sony/BMG Italia - Формат: CD, digital download | Италия – 22 Полша – 12 Испания – 56                 |
| 2015   | Mariposa - Издаден: 3 февруари 2015 - Лейбъл: Sony/BMG Italia - Формат: CD, digital download | Италия – 13 Полша – 11 Испания – 81 Португалия – 10 |

### Сингли
| Година | Сингъл                                           | Албум        |
| ------ | ------------------------------------------------ | ------------ |
| 2013   | Universo                                         | Universo     |
| 2014   | Otro Día Más                                     | Universo     |
| 2014   | I Only Want to be With You                       | Universo     |
| 2015   | Todo El Resto No Cuenta                          | Mariposa     |
| 2015   | Sin Usar Palabras (с участието на Abraham Mateo) | Mariposa     |
| 2016   | Non Cadiamo Mai                                  | –            |
| 2017   | Il Cielo Non Mi Basta                            | Sanremo 2017 |
| 2017   | Le Mille Bolle Blu                               | Sanremo 2017 |
| 2017   | 50 Shades of Colour                              | -            |
| 2018   | Run                                              | -            |

### Музикални клипове
| Година | Сингъл                                           | Албум        |
| ------ | ------------------------------------------------ | ------------ |
| 2013   | Universo                                         | Universo     |
| 2014   | Otro Día Más                                     | Universo     |
| 2014   | I Only Want To Be With You                       | Universo     |
| 2015   | Todo El Resto No Cuenta                          | Mariposa     |
| 2015   | Sin Usar Palabras (с участието на Abraham Mateo) | Mariposa     |
| 2016   | Non Cadiamo Mai                                  | -            |
| 2017   | Il Cielo Non Mi Basta                            | Sanremo 2017 |
| 2017   | 50 Shades of Colour                              | -            |
| 2018   | Run                                              | -            |

### Саундтрак
| Година | Албум                           | Лейбъл              |
| ------ | ------------------------------- | ------------------- |
| 2012   | Violetta                        | Walt Disney Records |
| 2012   | Violetta – Cantar Es Lo Que Soy | Walt Disney Records |
| 2013   | Violetta – Hoy Somos Mas        | Walt Disney Records |
| 2014   | Violetta – Gira Mi Cancion      | Walt Disney Records |
| 2015   | Violetta – Crecimos Juntos      | Walt Disney Records |
| 2017   | Sanremo 2017                    |                     |

## Книги
| Година | Заглавие | Бележки       |
| ------ | --- | ------------- |
| 2015   | Tutto il resto non conta: la musica, Buenos Aires e un pollo al curry con chi dico io / Всичко останало няма значение: музиката, Буенос Айрес и пиле с къри, с каквото кажа аз | автобиография |

## Турнета
| Година      | Название                                 | Страна                   | Бележки                                                |
| ----------- | ---------------------------------------- | ------------------------ | ------------------------------------------------------ |
| 2009        | Il mondo di Patty – Il musical più bello | Италия, Испания          | като танцьорка                                         |
| 2010        | Antonella in Concerto                    | Европа                   | като танцьорка                                         |
| 2013 – 2014 | Violetta En Vivo                         | Европа, Латинска Америка | Турне към сериала „Виолета“                            |
| 2015        | Lodovica World Tour                      | Европа                   | Първо турне като солов изпълнител                      |
| 2017        | Noi 2                                    | Италия                   | Турне в Рим, Милано, Верона и други италиански градове |